# ポートランド (ドック型輸送揚陸艦)
|          |                                                                        |
| 艦歴     |                                                                        |
| 発注     | 2012年7月27日                                                          |
| 起工     | 2013年8月2日                                                           |
| 進水     | 2016年2月13日                                                          |
| 就役     | 2017年12月14日                                                         |
| 母港     | カリフォルニア州サンディエゴ                                           |
| 退役     |                                                                        |
| 性能諸元 |                                                                        |
| 排水量:  | 満載：25,000トン                                                       |
| 長さ     | 全長：208.5 m (684 ft), 水線長：201.4 m (661 ft)                       |
| 幅       | 全幅：31.9 m (105 ft), 水線長：29.5 m (97 ft)                          |
| 吃水     | 7 m (23 feet)                                                          |
| 機関     | CODAD方式、2軸推進 ターボチャージド・ディーゼル 4基、40,000 HP (30 MW) |
| 最大速力 | 22ノット (41 km/h)                                                     |
| 航続距離 |                                                                        |
| 乗員     | 士官28名、兵員332名                                                    |
| 兵装     | Mk 46 30mm機関砲 2門 RAM発射機 2基                                     |
| 艦載機   | CH-46 4機またはMV-22B 2機                                              |
| 上陸艇   | LCAC 2隻またはLCU 1隻                                                  |
| 兵員     | 699名 (士官66名、兵員633名)                                            |
| モットー |                                                                        |

ポートランド (USS Portland, LPD-27) は、アメリカ海軍の揚陸艦。サン・アントニオ級ドック型輸送揚陸艦の11番艦。オレゴン州ポートランドに因んで命名される。

## レーザー兵器の実験
2020年5月22日、アメリカ海軍は同月16日に太平洋上に展開したポートランドからレーザー兵器の発射実験を実施し、小型飛行機（ドローン）を無力化することに成功したと発表した。